# Koroliov

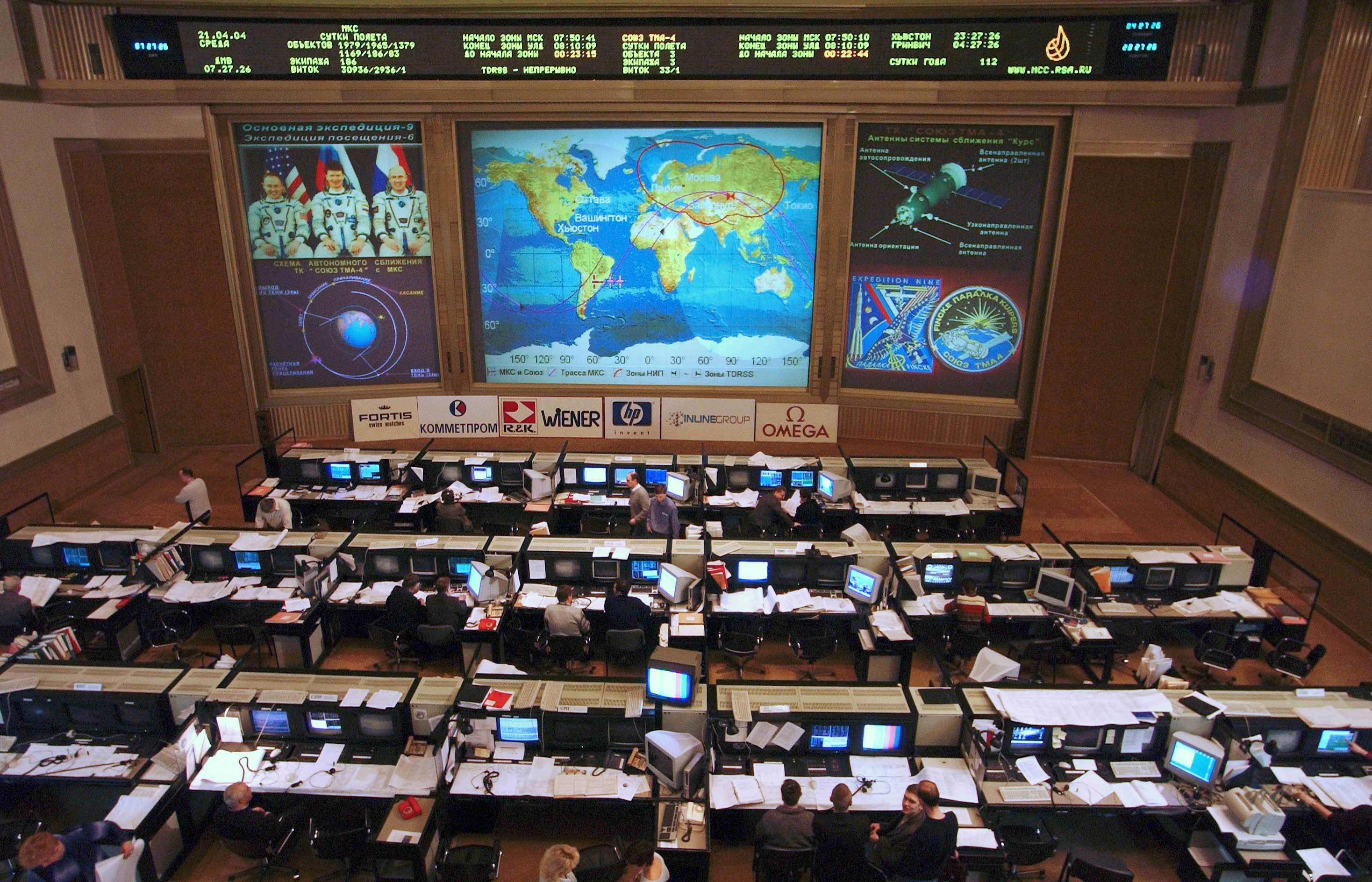

Koroliov (în limba rusă: Королёв) este un oraș industrial din regiunea Moscova, Rusia, cunoscut ca leagănul industriei aero-spațiale sovietice. La fondare sa de către omul de știința Serghei Koroliov a fost numit Kaliningrad, nume pe care l-a purtat până în 1996.

## Istorie
În secolul al XII-lea a fost fondată o așezare a slavilor pe locația de azi a orașului, așa cum arată descoperirile arheologice. Așezarea se afla la întretăierea drumurilor comerciale dintre Principatele (Cnezatele) Moscova și Vladimir-Suzdal. În secolul al XVIII-lea, aici a fost înființată una dintre primele întreprinderi textile din Rusia.
În 1924 a fost înființată primul lagăr de muncă OGPU-ului din Uniunea Sovietică. În 1938, a fost fondat orașul Kaliningrad, pe locul așezării Kalininski, lângă o fabrică militară.
Orașul Koroliov din zilele noastre a fost și a rămas locul în care se află casele de vacanță ale elitei ruse. Ruși faimoși, Constantin Stanislavski, Anton Cehov, Valeri Briusov, Boris Pasternak, Anna Ahmatova, Isaac Levitan, Pavel Tretiakov, Marina Țvetaeva și Vladimir Ilici Lenin au trăit aici.
În zilele noastre, Koroliov este al șaptelea oraș ca mărime din regiunea Moscova, cu o populație de 142.568 de locuitori, conform rezultatelor [[Recenământul populației Rusiei (2002)|recensământului din 2002]]. Creșterea de populație s-a datorat, în principal, venirii de noi locuitori într-un dintre cele mai atractive zone de locuințe din apropierea Moscovei. Principala unitate economică a orașului este Corporația racheto-spațială S.P. Koroliov, dar există și alte unități industriale în oraș.

## Orașe înfrățite
- Jukovski, Rusia
- Moscova, Rusia
- Himki, Rusia
- Baikonur, Kazahstan